# Artur Michajlov

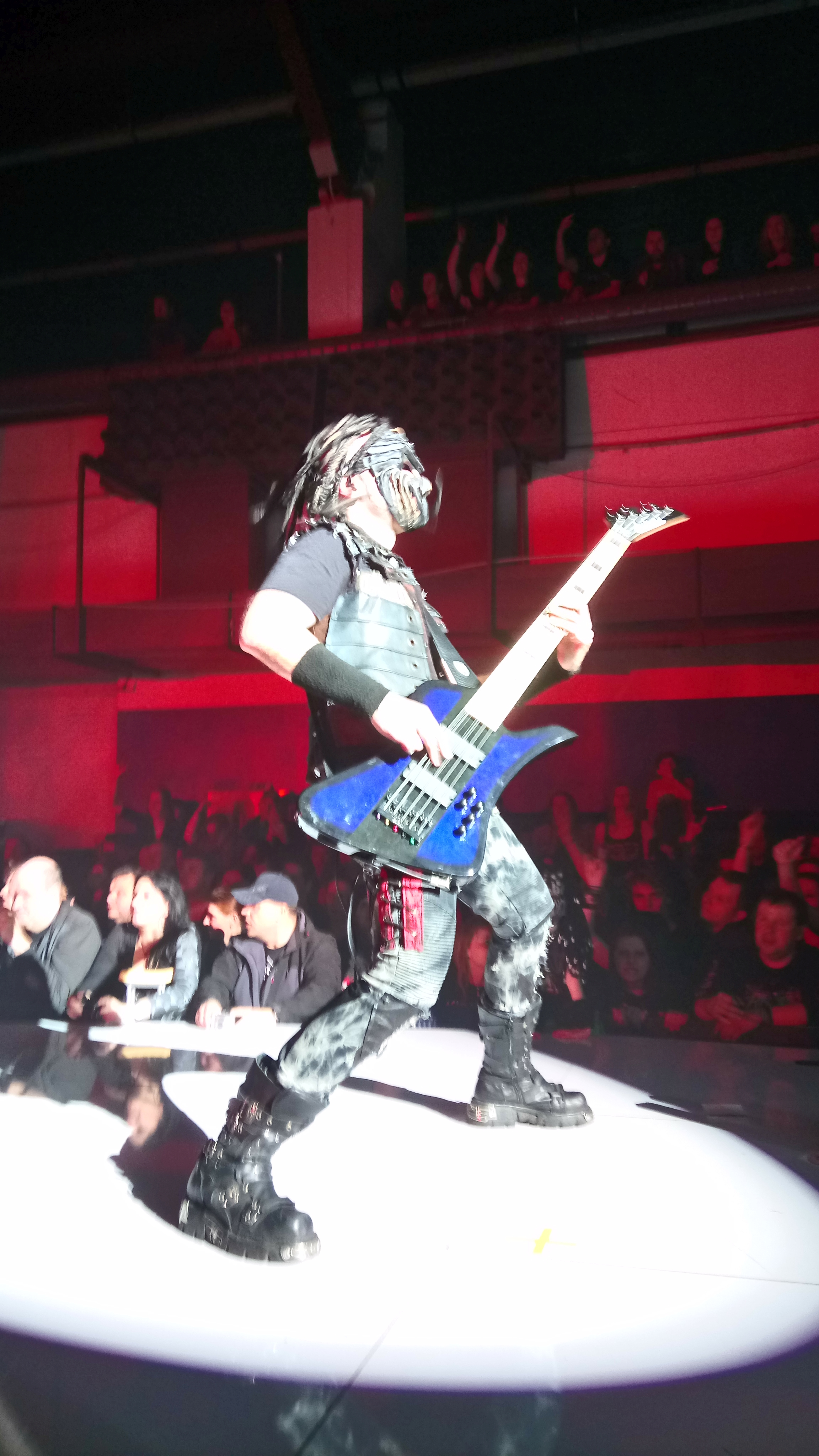
„R2R“ v Praze na koncertě „Monstrum“ (23.3.2018)

Artur Michajlov (rusky Артур Михайлов; * 29. října 1980) je baskytarista kapely Dymytry, ve které vystupuje v masce a pod jménem „R2R“. V kapele se podílí na skládání hudby, přičemž jsou jeho skladby jasně rozpoznatelné (obsahují často prvky jeho dalších oblíbených žánrů - dubstepu a elektronické hudby), mezi nejznámější patří „Strážná věž“ nebo „Barikády“.
Vyrůstal v Moskvě. Od 7 do 14 let se učil hru na klavír (jeho matka byla učitelkou v tomto oboru), od 14 let potom na klasickou kytaru. V 16 letech dostal svou první elektrickou kytaru, u které vydržel více než 10 let.
Na baskytaru přesedlal, až když v jeho tehdejší kapele chyběl baskytarista. Zkusil si to a natolik oblíbil, že se baskytara stala od té doby jeho hlavním nástrojem. V lednu 2008 se přes konkurz dostal na pozici baskytaristy do své současné kapely, Dymytry.
S kolegou z Dymytry, Janem Macků, se podílel na vzniku mobilní aplikace VeryHero, která má lidi motivovat k vykonávání a sdílení dobrých skutků.
Vystudoval Fakultu psychologie na SGA Moskva.
Dříve působil v kapelách No Name (školní kapela v Moskvě, 1996-1997), Black Pearl (Česko) 
Oblíbené kapely: Metallica, Kiss, Rammstein, Megadeth, Nickelback.